# Associação Desportiva Social Votorantim
Associação Desportiva Social Votorantim, ADS Votorantim, ou até mesmo ADSV, foi um clube brasileiro de futebol da cidade paulista de Votorantim de Categorias de Base, sendo SUB-15 e SUB-17.
Fundado em 31 de março de 2009, suas cores são, principalmente, Azul e Branca com detalhes em dourado, já que estas são as cores da bandeira da cidade natal do clube.
Mesmo com pouco reconhecimento de torcedores, a Associação conta com apoio moral de pais de atletas e amigos dos fundadores, especialmente em jogos com características comemorativas e não competitivas, como a Copa Coca-Cola.
Em 2013, a Associação declarou a inatividade dos serviços, devido à falta de recursos

## História

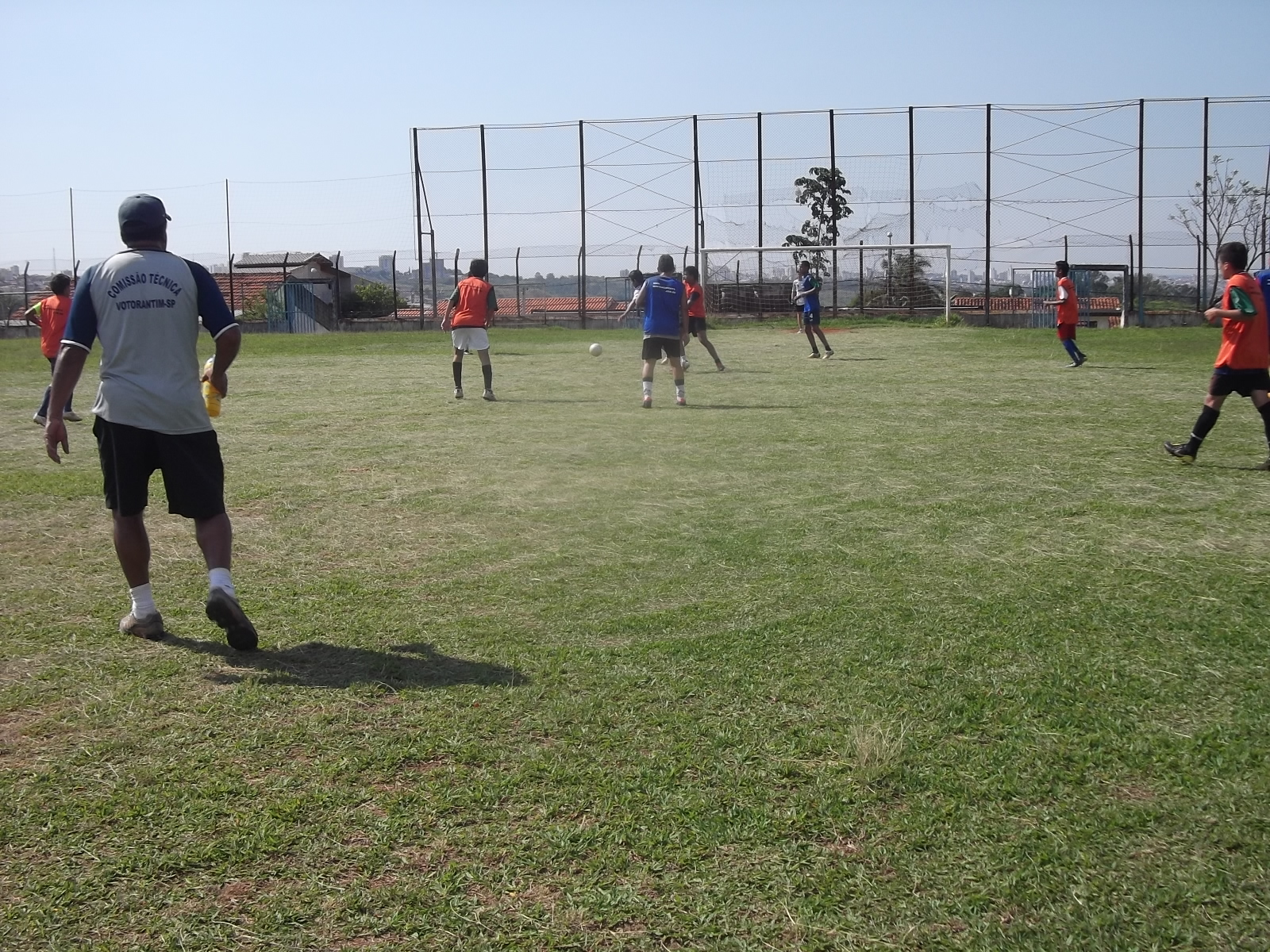
Treino da ADS Votorantim, em destaque, Luiz Costa, técnico das equipes

### Início
Nascida em Votorantim, em março de 2009, o clube foi fundado no intuito de dar aos jovens atletas a chance de ingressar em grandes clubes .
Iniciada a partir de um antigo projeto social da cidade, o Pé de Moleque, a ADS Votorantim deu seus primeiros passos, conseguindo, a partir disto, seus primeiros jogadores, técnicos, preparadores e massagistas, além do local do campo e da sede.
No primeiro ano usava o nome de ADV (Associação Desportiva Votorantim), porém, por questões judiciais, este nome não foi possível, substituindo, então, por "ADSV". No começo, participava de competições da cidade vizinha Sorocaba, e logo partiu para competições de maior escala, como estaduais, nacionais e até internacionais.
Em 2011, o treinador Luizinho fez uma viagem à Espanha, e lá, acompanhou (e analisou) treinos e jogos espanhóis e, assim, trouxe um novo embaixador ao clube: o ex-jogador da seleção brasileira, Luís Pereira.
Em fevereiro de 2013, a ADS Votorantim inativa suas atividades. O motivo declarado foi a falta de recursos.

### Reconhecimento
A associação possui uma torcida pequena, composta praticamente de parentes e amigos dos atletas, diretoria ou comissão técnica, porém, vem crescendo no interior do estado de São Paulo, vencendo copas ou exportando jogadores.
Mas o clube incentiva aos moradores da cidade, através das redes sociais, principalmente, a torcer pelo clube, pela internet ou indo aos jogos.

## Diretoria e Equipe Técnica

### Membros

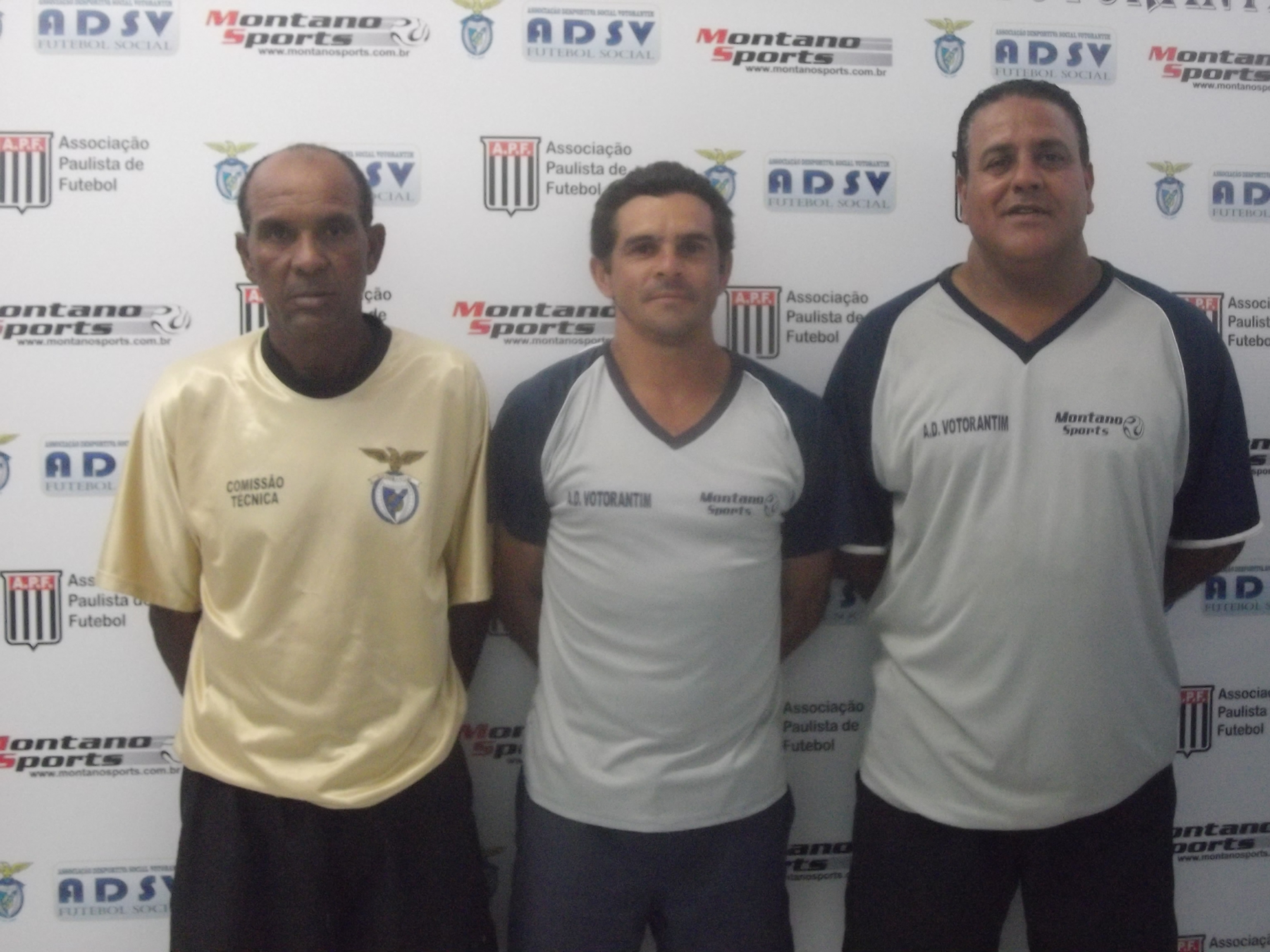
Mariano (esquerda), "Dida" (Centro) e Luiz Costa (Direita)

Atualizado em junho de 2012

## Estrutura

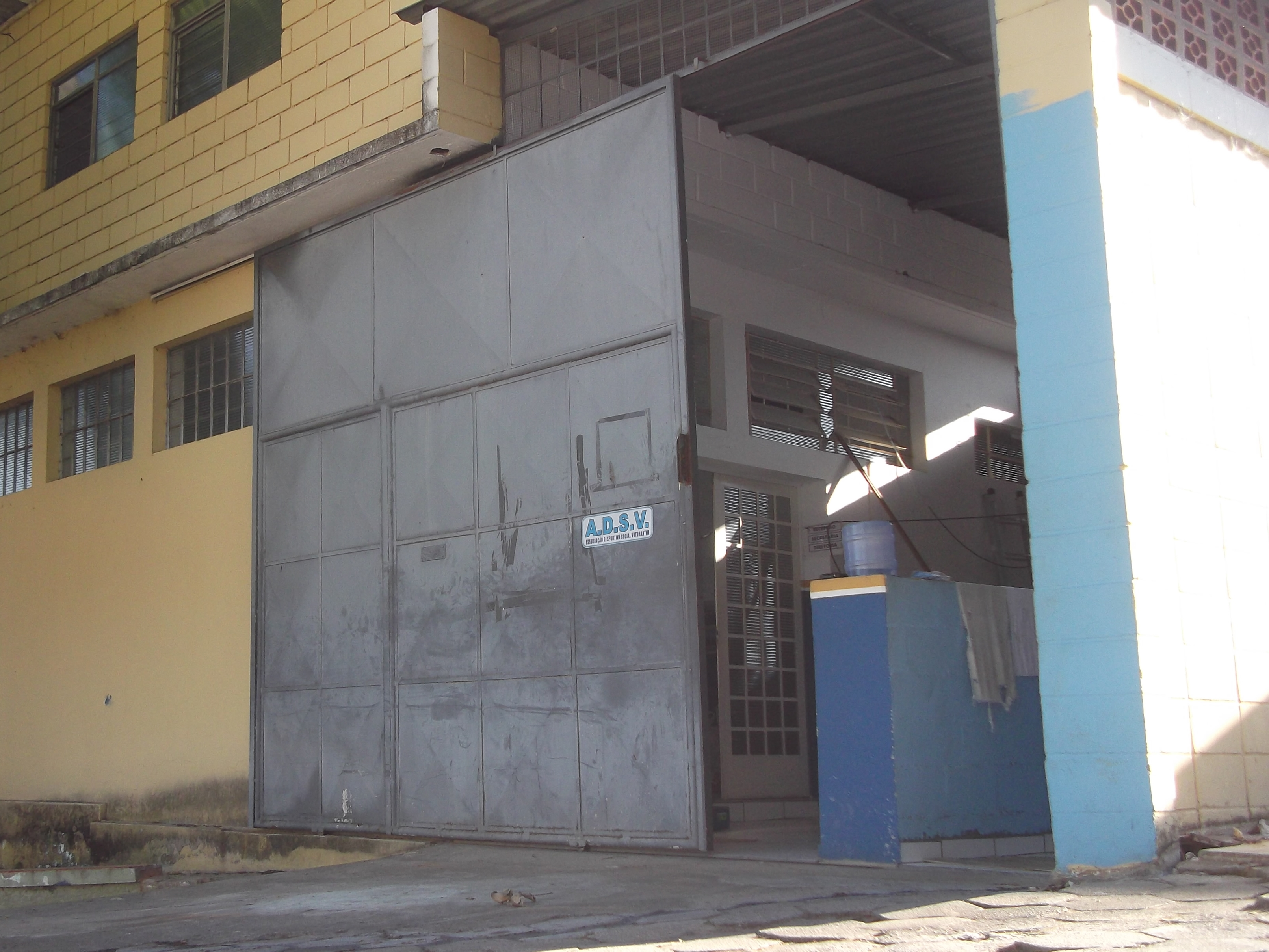
Entrada da Sede em Votorantim

### Sede
Desde 2009 a ADS Votorantim possui uma sede em Votorantim, e lá realiza treinos duas vezes por semana, além de possuir secretaria e diretoria do clube.
Lá se encontram todos os equipamentos para a realização de treinos e equipamentos para jogos, além de toda documentação da associação e atletas.
Lá, antigamente, se instalava uma fábrica têxil que foi fechada e deixou o prédio desativado por alguns anos. Com isso, reformas foram necessárias, desde tijolos até novos acabamentos e pinturas.

### Estádio
O clube não possui estádio próprio, sendo assim, usa campos municipais e públicos para realização de seus jogos oficiais, como, por exemplo, o Estádio Municipal Domenico Paolo Metidieri, em Votorantim.

## Uniformes

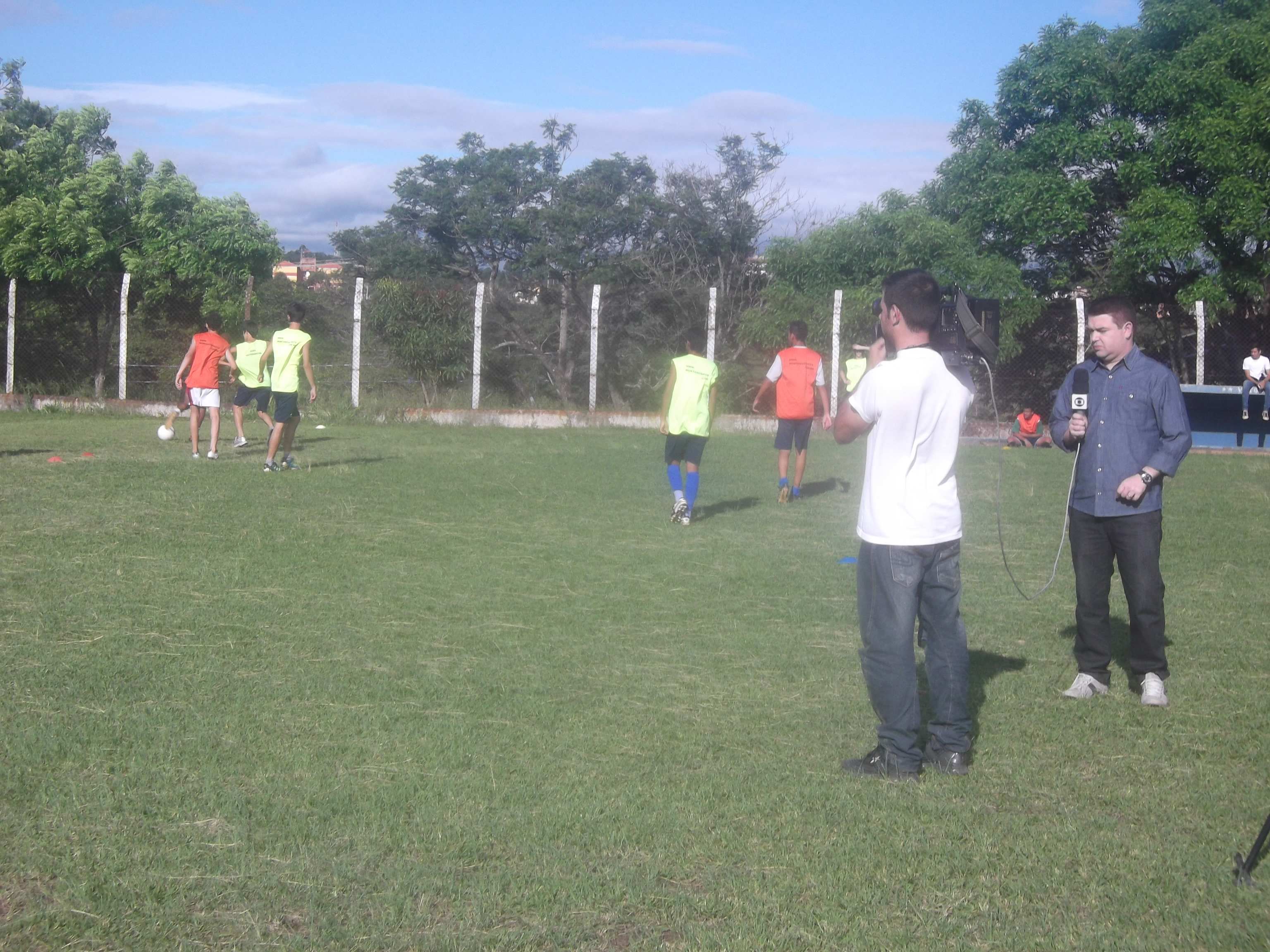
Repórteres da TV TEM em matéria no Centro de Treinamento da associação, ao fundo pode-se ver os atletas em treino coletivo

O clube com 4 tipos de uniformes mais 4 de goleiros.
Segue abaixo a lista de cores.

### Atletas
| Azul | Branco | Azul Marinho | Azul Celeste |  |

### Goleiros
| Prata | Preto | Dourado | Verde Espectro |  |

### Treinos

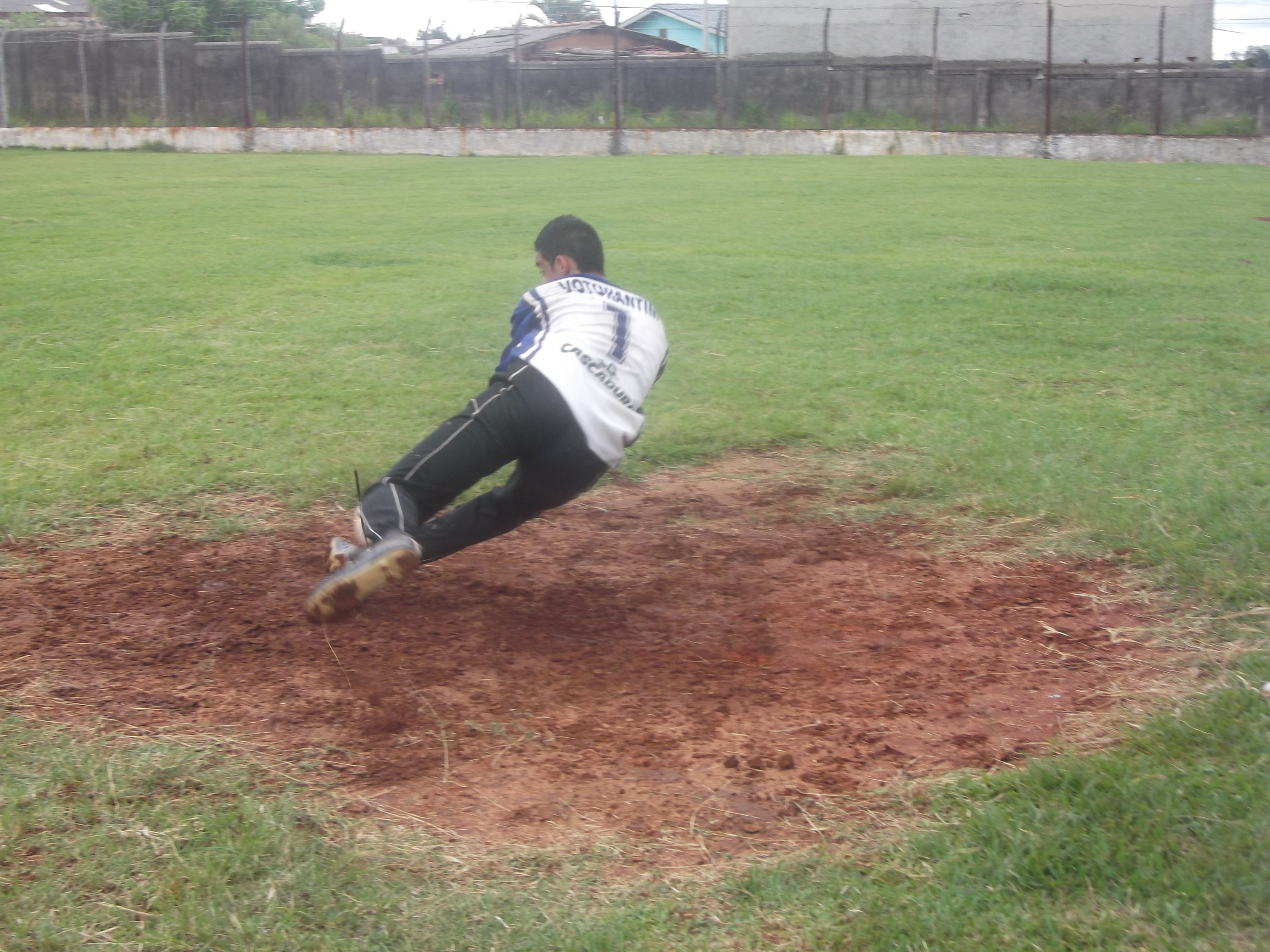
O goleiro "Otávio" em treinamento no CT da Associação

| Azul | Laranja | Verde | Vermelho |  |

### Copa Coca-Cola
| Etapa Local | Etapa Nacional |  |

## Treinos

### Centro de Treinamento
Todos os atletas treinam juntos, independente da idade, por falta de recursos.
Em 2009 o antigo (e primeiro) técnico "Valmir" era quem fazia os papéis de treinador, massagista e treinador de goleiros. No ano seguinte, com alguns avanços, o clube conseguiu uma nova equipe técnica, mas, ainda, sem treinador de goleiros.
Luiz Costa é treinador do time desde 2010 junto do Preparador Físico Aparecido Ferreira, conhecido também como "Dida", além do Massagista Ismael Mariano, conhecido pelos atletas como Maé.
Em 2011, o Dr. José Elias passou a prestar serviços voluntários à associação como médico do time.

### Clube do NAIS
Além do CT, o clube também usa o campo do Núcleo de Acolhimento Integrado de Sorocaba, o NAIS 
Treinam durante toda a semana, especialmente em épocas de fim de Copas, como Semi-Finais e Finais.

## Emblema

### Desenho
O emblema do clube contitui de um escudo branco redondo ao fundo com bordas em azul royal e, na frente, um outro escuro nas mesmas cores com outra forma com uma faixa, com o mesmo tom de azul, no interior do segundo escudo, com as iniciais da associação.
Acima há uma águia, em dourado, e, entre ela e os escudos, uma faixa branca com o nome da cidade, "Votorantim".

### Origem
A origem do emblema é um tanto clara, já que se baseia no emblema do Sport Benfica de Portugal, porém, alterando suas cores para as da bandeira de Votorantim

## Competições

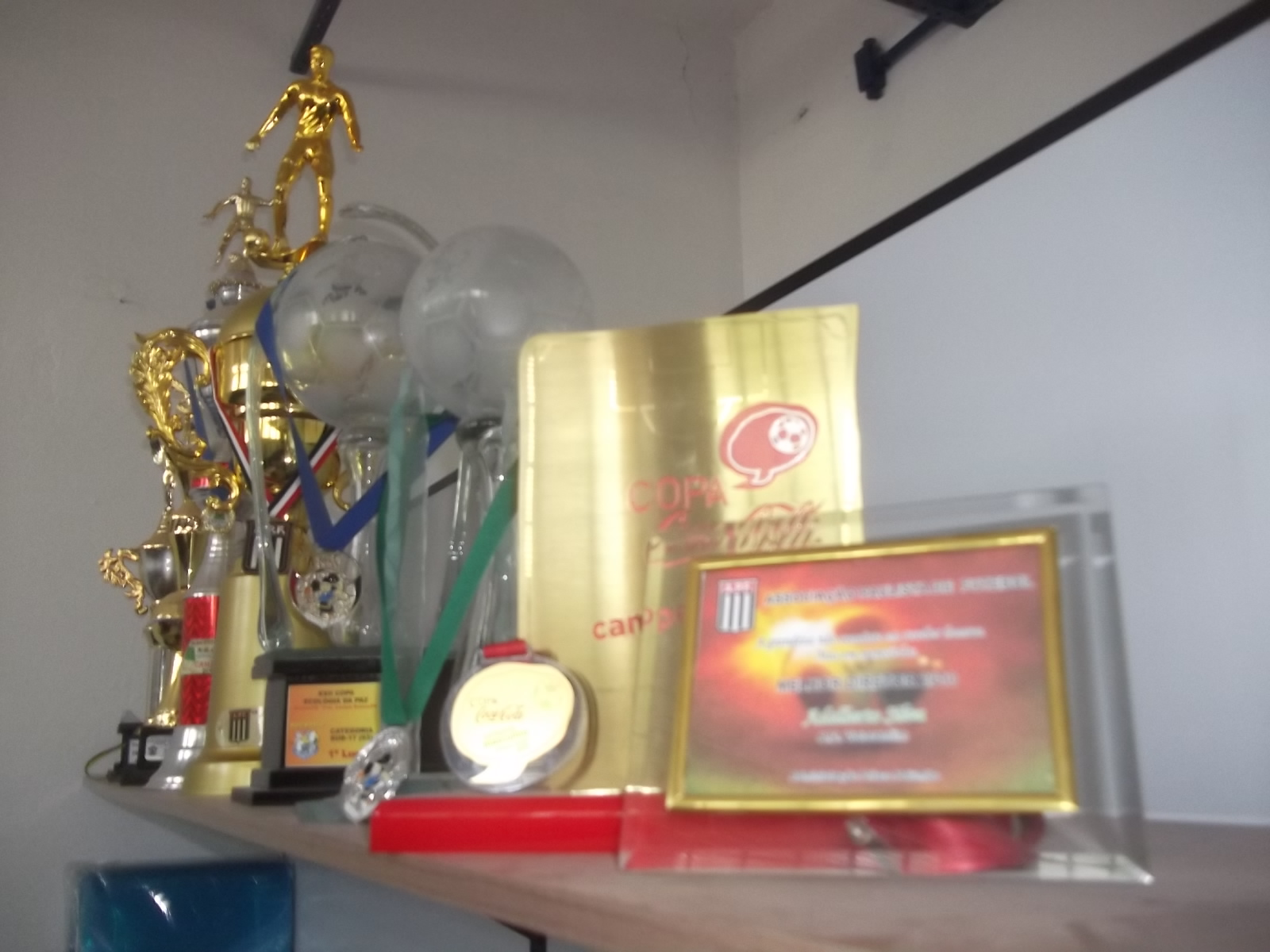
Troféus expostos na sede do clube

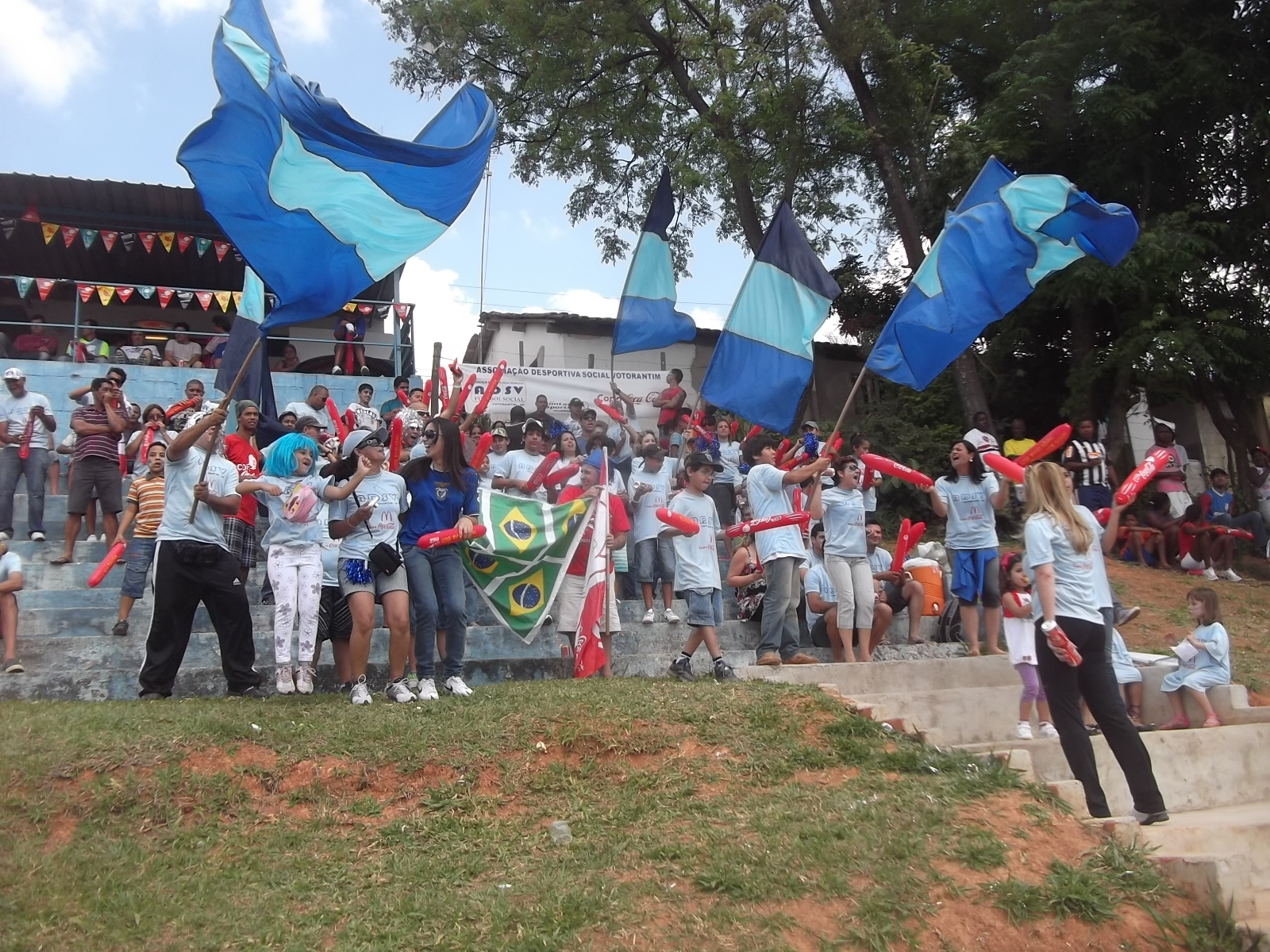
Torcida na Copa Coca-Cola

### Copas
No seu primeiro ano, a ADSV participava de copas realizadas pela Dom Bosco Promotion, o que mudou em 2010, onde começou a participar de Copa realizadas pela Associação Paulista de Futebol, sem deixar de lado a Dom Bosco.
A ADS Votorantim participa de copas desde sua fundação em 2009, começando com copas regionais, e logo após estaduais, onde já participou de copas de grande porte (para Categorias de Base), como a Copa Ouro, promovida pela Associação Paulista de Futebol, que reúne grandes clubes do estado como o Palmeiras, Corinthians, Desportivo Brasil, dentre outros (Nas categorias sub-15 e sub-17).
Participou, e recebeu títulos, em duas edições da Copa Nacional da Paz e, em 2010, participou da sua primeira competição internacional, a Copa Ecológica da Paz, que reúne clubes de países sul-americanos.
Além destas, o clube já participou de competições pequenas, realizadas por prefeituras ou pequenas ONG's e, em 2011, participou da primeira Copa Coca-Cola realizada em nível nacional, onde ganhou mais prestígio, sendo a favorita ao título, porém, terminou a disputa ficando com o terceiro lugar.

### Conquistas
As suas as categorias já conquistaram títulos, sendo 4 na categoria sub-15, 2 de campeões, 1 vice e outro de terceiro lugar, e mais 3 na categoria sub-17, sendo 2 de campeões, outro de terceiro lugar.

## Títulos
Segue abaixo a lista de copas que as equipes sub-15 e sub-17 conquistaram títulos:

### Sub 15
| Ano  | Copa                 | Local                    | Participantes de            | Nível    | Título                  | Realizador                     |
| ---- | -------------------- | ------------------------ | --------------------------- | -------- | ----------------------- | ------------------------------ |
| 2011 | Copa Paulista        | São Paulo                | São Paulo                   | Estadual | Campeão                 | Associação Paulista de Futebol |
| 2011 | Copa Nacional da Paz | Angatuba                 | Brasil                      | Nacional | Vice-Campeão            | Dom Bosco Promotion            |
| 2011 | Copa Coca-Cola       | Sorocaba                 | Sorocaba Votorantim         | Regional | Campeão (Etapa Local)   | Coca-Cola                      |
| 2011 | Copa Coca-Cola       | São Paulo Rio de Janeiro | Brasil                      | Nacional | Terceiro Lugar          | Coca-Cola                      |
| 2012 | Copa Nacional da Paz | Angatuba                 | Brasil                      | Nacional | Terceiro Lugar          | Dom Bosco Promotion            |
| 2012 | Copa Coca-Cola       | Sorocaba                 | Sorocaba Votorantim Itararé | Regional | Bicampeão (Etapa Local) | Coca-Cola                      |

### Sub 17
| Ano  | Copa                  | Local         | Participantes de                        | Nível         | Título         | Realizador          |
| ---- | --------------------- | ------------- | --------------------------------------- | ------------- | -------------- | ------------------- |
| 2009 | Copa União            | Sorocaba      | Sorocaba Porto Feliz Votorantim Piedade | Regional      | Campeão        | Nada Consta         |
| 2009 | Copa Nacional da Paz  | Nova Londrina | Brasil                                  | Nacional      | Terceiro Lugar | Dom Bosco Promotion |
| 2010 | Copa Ecológica da Paz | Paraná        | Brasil · Paraguai · Chile · Bolívia     | Internacional | Campeão        | Dom Bosco Promotion |

## Elenco
Segue abaixo a lista dos atletas das duas categorias:

### Sub-15
Em novembro de 2012.
Legenda
- : Capitão
- : Jogador lesionado

### Sub-17
Em novembro de 2012.
Legenda
- : Capitão
- : Jogador Lesionado

## Premiações
Em 2010, a ADS Votorantim recebeu dois prêmios da Associação Paulista de Futebol , a APF. Um deles foi de Diretor do Ano para Adalberto Silva.
Já na Copa Coca-Cola, em 2011, a equipe marcou presença com um dos artilheiros da competição, além do goleiro menos vazado.

## Reconhecimento público
Em 12 de dezembro de 2011, a Câmara Municipal da cidade de Votorantim aprovou por unanimidade o projeto de lei ordinária (nº 101/11)  que declara que a ADS Votorantim é de utilidade pública, devido aos serviços prestados pela ONG a sociedade.